# Димо Вахе
Димо Андре Вахе (1. новембар 1973, Браке, Доња Саксонија) је бивши немачки фудбалски голман.
Почео је фудбалску каријеру у Övelgönne, Браке и код VfB Oldenburg-а. 1990. прешао у Бајер Леверкузен у прву Бундеслигу где није успео да се докаже, исто као и касније (1992) у Борусији. 1995. је поново променио и отишао у FSV Mainz 05 где је наследио Штефана Кунерта (сада његовог тренера) и ушао у стандардну поставу а касније постао и капитен. До прелаза клуба у прву Бундеслигу 2004. одиграо је 157 друголигашких утакмица. У првој Бундеслиги играо је и даље за Мајнц и поред лукративне понуде Борусије из Дортмунда, коју је одбио.
Вахе је један од ретких фудбалских професионалаца дијабетичара. Поседује продавницу спортске опреме у Мајнцу.